# زادگان
زادگان (به انگلیسی: The Descendants) یک فیلم آمریکایی در ژانر کمدی-درام است به کارگردانی الکساندر پین که بر پایه رمانی از کاوی هارت همینگز ساخته شده است. جرج کلونی، جودی گریر و شیلین وودلی از بازیگران این فیلم هستند. این فیلم در ۱۸ نوامبر ۲۰۱۱ در آمریکا اکران شد و همچنین در جشنواره تورنتو در سال ۲۰۱۱ به نمایش درآمد. این فیلم در هشتادوچهارمین دوره مراسم اسکار برنده جایزه اسکار بهترین فیلم‌نامه اقتباسی شده است.

## داستان
مت کینگ (George Clooney) وکیل موفقی است که در کنار همسر محبوب و اهل تفریح و فعالیت‌های اجتماعی اش، الیزابت (Patricia Hastie) و دو دختر سرزنده و شاد خود الکساندر ۱۷ ساله -با بازی Shailene Woodley – و اسکاتی ۱۰ ساله زندگی می‌کند. الیزابت او را متهم می‌کند که به دلیل ساعات کار طولانی خود، از نظر حسی از خانواده دور شده است. مت هم به این موضوع تن داده و خود را در نقش پدری پشتیبان و برای اوقات خاص می‌بیند، اما پس از زخمی شدن شدید همسرش در مسابقهٔ قایقرانی، نقش او تغییر می‌کند. در حالیکه الیزابت به کما رفته و در خوابی است که امکان دارد هرگز از آن بیدار نشود، مت سعی می‌کند با الکساندر ۱۷ ساله کله‌شق و مغرور صمیمی تر شود و موجبات آسایش اسکاتی را فراهم آورد. هنگامی که تصمیم نهایی برای جدا کردن دستگاه‌های کمکی از الیزابت گرفته می‌شود، مت مجبور است دشواری امر را به جان بخرد و دوستان و آشنایان در جریان قرار دهد. در نهایت، هنگامی که الکساندر به او اطلاع می‌دهد الیزابت به او خیانت می‌کرده و در فکر طلاق گرفتن بوده است، دنیای او از هم می‌پاشد.